# Feliks Brodowski

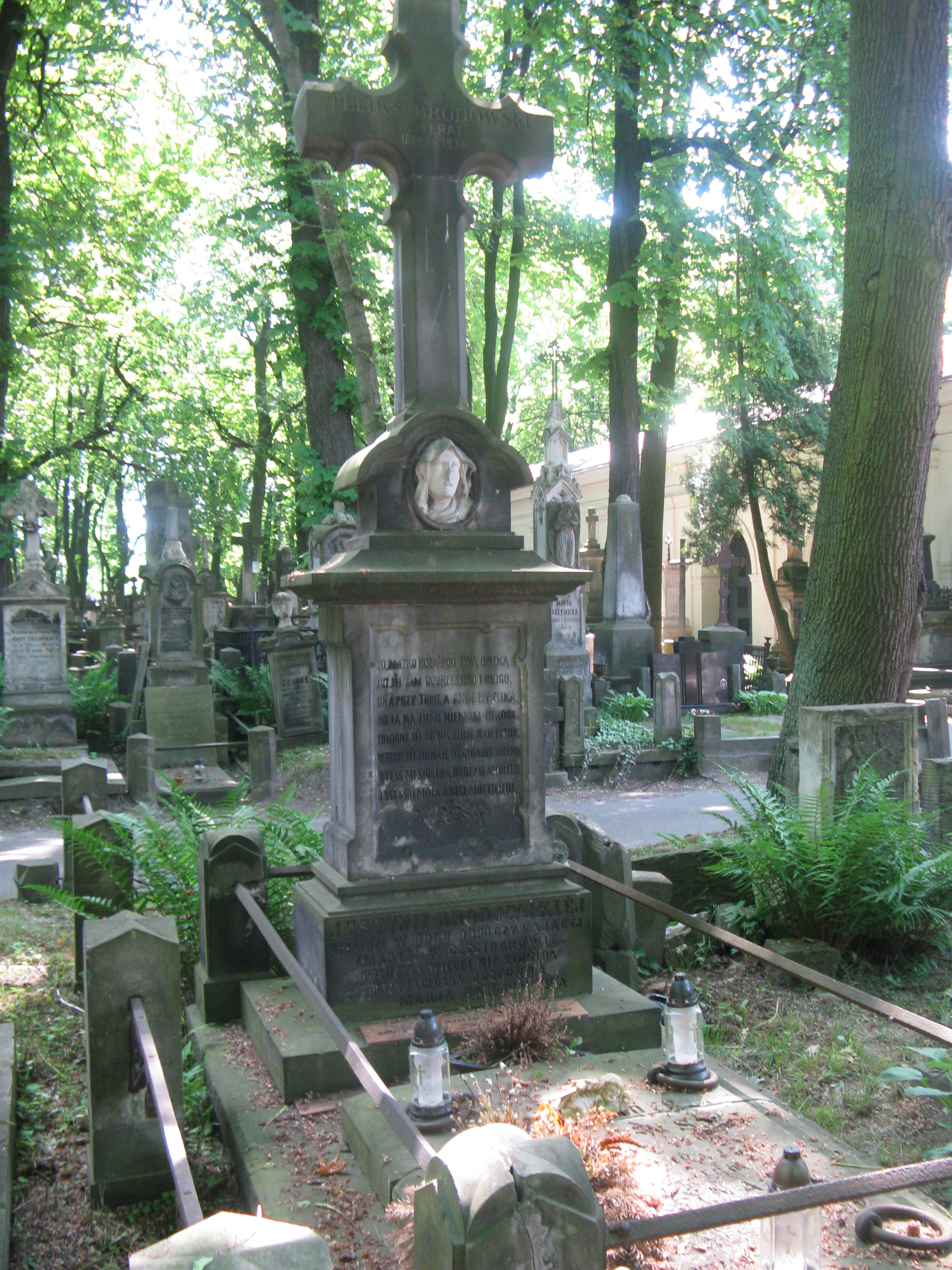
Grób Feliksa Brodowskiego na cmentarzu Powązkowskim

Feliks Brodowski herbu Łada (ur. 9 maja 1864 w Lublinie, zm. 18 marca 1934 w Warszawie) – pisarz, krytyk literacki, publicysta i nowelista okresu Młodej Polski.

## Życiorys
Pochodził z rodziny inteligenckiej. Matka, Teofila (z domu Konwicka), zajmowała się literaturą, ojciec Edward był urzędnikiem w sądownictwie, a później piastował funkcję rejenta w Lublinie. Ojciec wcześnie osierocił przyszłego pisarza – zmarł w 1869 roku. Brodowski w 1875 roku został przyjęty do drugiej klasy gimnazjum w Lublinie. Nie czuł się tam dobrze, na co wpływ miała zrusyfikowana szkoła. Brodowski często wagarował. Następnie został przeniesiony do Szkoły Realnej w Równem, którą ukończył w 1883 roku. Po dwóch latach przerwy w nauce, w 1895 roku rozpoczął naukę w Instytucie Gospodarowanie Wiejskiego w Puławach; edukację zakończył całkowicie dwa lata później.
W 1886 roku w „Gazecie Lubelskiej” wydrukował swój pierwszy utwór pt. Niu. W roku 1889 rozpoczął współpracę z „Prawdą” Aleksandra Świętochowskiego, którą zakończył dwa lata później. Zaczął wtedy prowadzić życie wśród marginesu społecznego. Ten okres trwał do roku 1896, kiedy to pisarz otrzymał posadę w Komisji Włościańskiej w Warszawie, gdzie pracował do roku 1900. Od 1905 pracował w Komisji Włościńskiej w Łomży, aż do emerytury, na którą przeszedł w 1914 roku. Lata 1900–1905 to również okres współpracy z „Ogniwem” (Stanisława Stempowskiego).
Pochowany na cmentarzu Powązkowskim w Warszawie (kwatera 6-2-25).
Twórczość literacka Brodowskiego podejmowała tematy znane pisarzowi z doświadczenia; z naturalistyczną dokładnością opisywała środowiska ludzi bezdomnych, prostytutek, alkoholików, przestępców i ludzi wyrzuconych na bruk.

## Dzieła
- Chwile[2] (1903)
- Liote[3] (1905)
- Drzewa[4] (1905)
- Respha. Opowieści[5] (1920)
- Dom cedrowy[6] (1922)
- Mariem[7] (1928)